# Bisdom Duitama-Sogamoso
Het bisdom Duitama-Sogamoso (Latijn: Dioecesis Duitamensis-Sogamosensis) is een rooms-katholiek bisdom met als zetels Duitama en Sogamoso, in Colombia. Het bisdom is suffragaan aan het aartsbisdom Tunja. 

## Geschiedenis
Het bisdom werd opgericht op 7 maart 1955, als het bisdom Duitama, uit delen van het bisdom Tunja, en was suffragaan aan het aartsbisdom Bogotá. Op 20 juni 1964 veranderde het van kerkprovincie en werd suffragaan aan het nieuw verheven aartsbisdom Tunja. Op 4 juni 1994 veranderde het van naam naar bisdom Duitama-Sogamoso. 

## Parochies
Het bisdom had in 2021 een oppervlakte van 4.928 km2 en telde 381.187 inwoners waarvan 87,6% rooms-katholiek was.

## Bisschoppen
- José Joaquín Flórez Hernández (7 maart 1955 - 17 maart 1964)
- Julio Franco Arango (4 juni 1964 - 16 september 1980)
- Jesús María Coronado Caro (30 juli 1981 - 21 juni 1994)
- Carlos Prada Sanmiguel (21 juni 1994 - 15 oktober 2012)
- Misael Vacca Ramirez (18 april 2015 - 31 december 2022)
- sedisvacatie

## Galerij van afbeeldingen

Wapen van het bisdom Duitama-Sogamoso

Tunja (aartsbisdom) · Chiquinquirá · Duitama-Sogamoso · Garagoa · Yopal